# Paramorphochelus cornutus
Paramorphochelus cornutus är en skalbaggsart som beskrevs av Nonfried 1892. Paramorphochelus cornutus ingår i släktet Paramorphochelus och familjen Melolonthidae. Inga underarter finns listade i Catalogue of Life.